# Vigur
Vigur er den næststørste ø i den islandske fjord Ísafjarðardjúp i den nordvestige region og landsdel Vestfirðir. Den har et areal på 0,59 km², en længde på ca. 2,0 km og en bredde på ca. 400 m.
Der er kun en gård på øen. I middelalderen blev den regnet for at være en rig gård, i forbindelse med gårdens drift – og det er den stadigvæk. Det drejer sig særligt om udnyttelsen af edderfuglenes dun. I 1700-tallet var gården ejet af Magnús Jónsson, der er kendt for de mange store håndskrifter, han fik skrevet. Gården har i de sidste ca. 170 år været ejet af den samme familie. Familiens eksistensgrundlag er baseret på landbrug, indsamling af æg og dun, fuglefangst og turisme.
Øen er hjemsted for ca 8000 lunder, et stort antal edderfugle, havterner, lomvier og mange andre arter. Den har Islands eneste bevarede vindmølle (1840), som var i drift indtil 1917. Ottemands robåden Vigur-Breiður fra det 19. århundrede, benyttes stadig til at transportere får til fastlandet. 
En hurtigbåd fra Ísafjörður sørger for forbindelsen til fastlandet.
- Øens bebyggelse set fra nord
- Møllen
- Robåden